# 北京市公安局反恐怖和特警总队

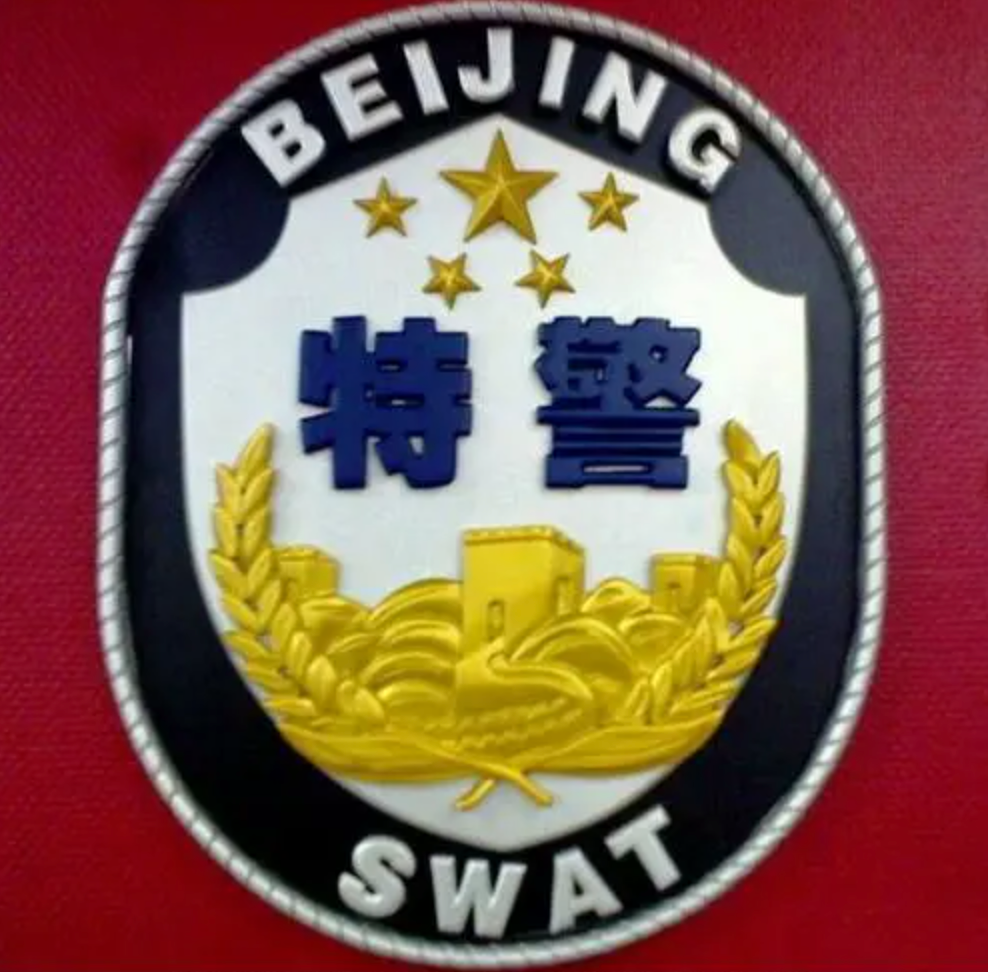
北京市公安局

北京市公安局反恐怖和特警总队隶属于北京市公安局，负责统筹、协调、组织、指导全局反恐怖工作；负责反恐怖工作情报信息的搜集、研判，涉恐案件侦办，防范和打击暴力恐怖活动；负责处置暴乱、骚乱事件，对抗性强的群体性事件和大规模聚众滋扰等重大治安事件；担负特定的武装巡逻执勤任务；负责防爆安检和排爆工作；承担市反恐怖工作领导小组办公室日常工作；承担市公安局交办的其他工作任务。
蓝剑突击队为北京特警总队一支队，成立於2008年6月21日。起因是中華人民共和国公安部于2005年3月8日下发文件，在各直辖市、省会城市及计划单列市等36个重点城市组建成立特警队，故而成立，2011年，被公安部評選為首批「全國公安特警示範隊」。

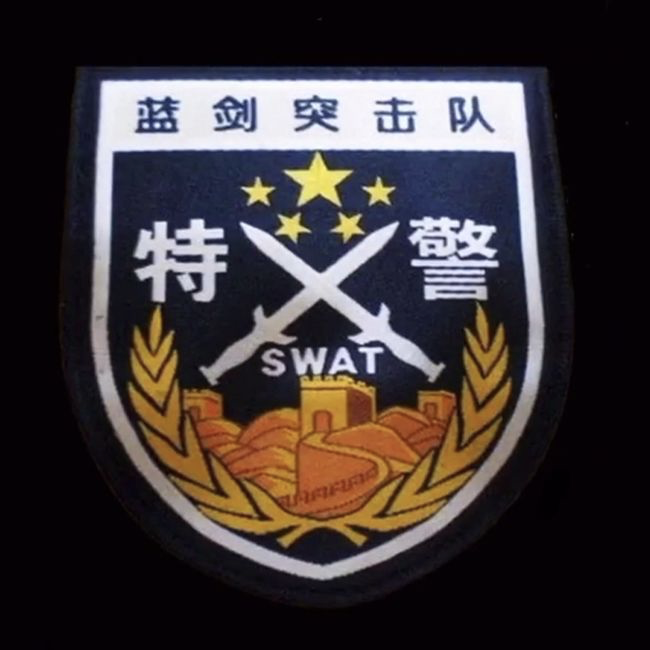
蓝剑突击队

## 流行文化
电影
《特警队》（2019年）